# Ilya Prigogine
Ilya Prigogine (em russo:  Илья́ Рома́нович Приго́жин; Moscou, 25 de janeiro de 1917 — Bruxelas, 28 de maio de 2003) foi um químico russo naturalizado belga.
Recebeu o Nobel de Química de 1977, pelos seus estudos em termodinâmica de processos irreversíveis com a formulação da teoria das estruturas dissipativas.
Estudou química na Universidade Livre de Bruxelas, Bélgica. Em 1959, foi indicado diretor do Instituto Internacional Solvay, em Bruxelas.
Foi professor da Universidade Livre de Bruxelas e da Universidade do Texas, Austin, onde, em 1967, foi co-fundador do atual Centro para Sistemas Quânticos Complexos.
Foi agraciado com o título de visconde.

## Publicações
- Prigogine, I.; Defay, R. (1954). Chemical Thermodynamics. London: Longmans Green and Co.
- Prigogine, Ilya (1957). The Molecular Theory of Solutions. Amsterdam: North Holland Publishing Company
- Prigogine, Ilya (1961). Introduction to Thermodynamics of Irreversible Processes Second ed. New York: Interscience. OCLC 219682909
- Glansdorff, Paul; Prigogine, I. (1971). Thermodynamics Theory of Structure, Stability and Fluctuations. London: Wiley-Interscience
- Prigogine, Ilya; Herman, R. (1971). Kinetic Theory of Vehicular Traffic. New York: American Elsevier. ISBN 0-444-00082-8
- Prigogine, Ilya; Nicolis, G. (1977). Self-Organization in Non-Equilibrium Systems. [S.l.]: Wiley. ISBN 0-471-02401-5
- Prigogine, Ilya (1980). From Being To Becoming. [S.l.]: Freeman. ISBN 0-7167-1107-9
- Prigogine, Ilya; Stengers, Isabelle (1984). Order out of Chaos: Man's new dialogue with nature. [S.l.]: Flamingo. ISBN 0-00-654115-1
- Prigogine, I. "The Behavior of Matter under Nonequilibrium Conditions: Fundamental Aspects and Applications in Energy-oriented Problems: Progress Report for Period September 1984--November 1987", Department of Physics at the University of Texas-Austin, Departamento de Energia dos Estados Unidos, (7 de outubro de 1987).
- Prigogine, I. "The Behavior of Matter under Nonequilibrium Conditions: Fundamental Aspects and Applications: Progress Report, April 15, 1988--April 14, 1989", Center for Studies in Statistical Mathematics at the University of Texas-Austin, Departamento de Energia dos Estados Unidos, (janeiro de 1989).
- Prigogine, I. "The Behavior of Matter under Nonequilibrium Conditions: Fundamental Aspects and Applications: Progress Report for Period August 15, 1989 – April 14, 1990", Center for Studies in Statistical Mechanics at the University of Texas-Austin, Departamento de Energia dos Estados Unidos-Office of Energy Research (outubro de 1989).
- Nicolis, G.; Prigogine, I. (1989). Exploring complexity: An introduction. New York, NY: W. H. Freeman. ISBN 0-7167-1859-6
- Prigogine, I. "Time, Dynamics and Chaos: Integrating Poincare's 'Non-Integrable Systems'", Center for Studies in Statistical Mechanics and Complex Systems at the University of Texas-Austin, Departamento de Energia dos Estados Unidos-Office of Energy Research, Commission of the European Communities (outubro de 1990).
- Prigogine, I. "The Behavior of Matter Under Nonequilibrium Conditions: Fundamental Aspects and Applications: Progress Report for Period April 15,1990 - April 14, 1991", Center for Studies in Statistical Mechanics and Complex Systems at the University of Texas-Austin, Departamento de Energia dos Estados Unidos-Office of Energy Research (dezembro de 1990).
- Prigogine, Ilya (1993). Chaotic Dynamics and Transport in Fluids and Plasmas: Research Trends in Physics Series. New York: American Institute of Physics. ISBN 0-88318-923-2
- Prigogine, Ilya; Stengers, Isabelle (1997). The End of Certainty. [S.l.]: The Free Press. ISBN 978-0-684-83705-5
- Kondepudi, Dilip; Prigogine, Ilya (1998). Modern Thermodynamics: From Heat Engines to Dissipative Structures. [S.l.]: Wiley. ISBN 978-0-471-97394-2
- Prigogine, Ilya (2002). Advances in Chemical Physics. New York: Wiley InterScience. ISBN 978-0-471-26431-6. Consultado em 27 de outubro de 2016[ligação inativa]
- Editor (com Stuart Alan Rice) de Advances in Chemical Physics[ligação inativa] book series published by John Wiley & Sons (atualmente com mais de 140 volumes)